# Megascops koepckeae
Corujinha-de-koepcke ou corujinha-quíchua (Megascops koepckeae) é uma espécie de ave da família Strigidae.
Pode ser encontrada nos seguintes países: Bolívia e Peru.
Os seus habitats naturais são: regiões subtropicais ou tropicais húmidas de alta altitude.